# Madhava de Sangamagrama
Mādhava de Sangamagrama (nascido Irinjaatappilly Madhavan Namboodiri) (ca. 1350 — ca. 1425) foi um matemático e astrônomo hindu da cidade de Irinjalakkuda, próxima a Cochim, Kerala, Índia, conhecida na época como Sangamagrama (lit. sangama = união, grāma = vila).
É considerado o fundador da Escola de Querala de Astronomia e Matemática. Foi o primeiro a desenvolver aproximações por séries infinitas para várias funções trigonométricas, o que foi chamado de "o passo para a frente decisivo dos procedimentos finitos da matemática antiga ao tratamento da sua passagem, por meio do conceito de limite, ao infinito". As suas descobertas abriram as portas para o que hoje passou a ser conhecido como análise matemática. É dele, por exemplo, uma das primeiras tabelas com valores dos senos trigonométricos que se tem notícia. Um dos maiores matemáticos-astrônomos da Idade Média, Madhava contribuiu para as séries infinitas, cálculo, trigonometria, geometria e álgebra.
Alguns estudiosos também sugeriram que a obra de Madhava, por meio dos escritos da escola de Kerala, pode ter sido transmitida para a Europa por comerciantes e missionários jesuítas que eram ativos no antigo porto de Cochim na época. Como resultado, ela pode ter tido uma influência em desenvolvimentos europeus posteriores de análise e cálculo.

## Historiografia
Embora haja alguma evidência de trabalhos matemáticos em Kerala anteriores a Madhava (p. ex., Sadratnamala, c.1300, um conjunto de resultados fragmentários), fica claro, em citações, que Madhava forneceu o impulso criativo para o desenvolvimento de uma rica tradição matemática na Kerala medieval. Contudo, a maioria das obras originais de Madhava (exceto, possivelmente, um texto astronômico) está perdida. Há referências a ele em obras de matemáticos subseqüentes, particularmente Tantrasangraha, de Nilakantha Somayaji (c.1500), onde é citado como a fonte para várias expansões em séries infinitas, incluindo senθ e arctanθ. O texto Mahajyānayana prakāra, do século XVI, cita Madhava como a fonte para várias derivações de séries para π. Em Yuktibhasa (c.1530), de Jyesthadeva, escrito em malaiala, essas séries são apresentadas com provas, em termos de expansões em série de Taylor, para polinômios como 1/(1+x²), com x = tanθ, etc.
Portanto, o que é explicitamente obra de Madhava é fonte de algum debate. O Yukti-dipika (também chamado de Tantrasangraha-vyakhya), possivelmente composto por Sankara Variyar, um estudante de Jyesthadeva, apresenta várias versões das expansões em série para senθ, cosθ e arctanθ, bem como alguns produtos com raio e comprimento do arco, a maioria das quais aparece em Yuktibhasa. Para as que não aparecem, Rajagopal e Rangachari argumentaram, citando extensivamente trechos do texto original em sânscrito, que, já que algumas versões foram atribuídas por Nilakantha a Madhava, possivelmente algumas das outras também podem ser obra de Madhava.
Outros especularam que o texto antigo Karana Paddhati (c.1375-1475), ou o Mahajyānayana prakāra podem ter sido escritos por Madhava, mas isso é improvável.
Karana Paddhati, junto com o texto matemático ainda mais antigo, Sandratnamala, bem como o Tantrasangraha e o Yuktibhasa, foram considerados num artigo de 1835 por Charles Whish, que foi o primeiro a dar atenção à sua prioridade sobre Newton na descoberta da fluxão (nome dado por Newton às derivadas). Em meados do século XX, o estudioso russo Jushkevich revisitou o legado de Madhava, uma análise abrangente da escola de Kerala foi fornecida por Sarma em 1972.

### Linhagem

Explicação da lei dos senos em Yuktibhasa

Antes de Madhava, havia um grande buraco na tradição matemática indiana e, em particular, não se conhece muito sobre qualquer tradição matemática em Kerala. É possível que outras figuras desconhecidas o tenham precedido. Contudo, temos um registro mais claro da tradição após Madhava. Parameshvara Namboodri foi possivelmente um discípulo direto. De acordo com um manuscrito em folha de palmeira de um comentário malaiala sobre o Surya Siddhanta, o filho de Parameshwara, Damodara (c. 1400-1500), teve ambos Nilakantha e Jyesthadeva como seus discípulos. Achyuta Pisharati de Trikkantiyur é mencionado como discípulo de Jyesthadeva, e o gramático Melpathur Narayana Bhattathiri como seu discípulo.

## Contribuições
Se considerarmos a matemática como uma progressão de processos finitos da álgebra a considerações do infinito, então os primeiros passos para essa transição vêm com expansões em séries infinitas. É essa transição às séries infinitas que é atribuída a Madhava. Na Europa, a primeira dessas séries foi desenvolvida por James Gregory em 1667. A obra de Madhava é notável pelas séries, mas o que é realmente notável é a sua estimativa de um termo de erro (ou termo de correção).  Isso implica que a natureza de limite das séries infinitas era bem compreendida por ele. Assim, Madhava pode ter inventado as ideias que formam as bases das expansões em séries infinitas de funções, séries de potências, séries trigonométricas e aproximações racionais de séries infinitas.
Contudo, como dito acima, é, de certa forma, difícil de determinar quais resultados são precisamente de Madhava e quais são de seus sucessores. O que se segue consiste num sumário de resultados que foram atribuídos a Madhava por vários estudiosos.

### Séries infinitas
Entre as suas muitas contribuições, ele descobriu a série infinita para as funções trigonométricas seno, cosseno, tangente e arcotangente, além de muitos métodos para calcular a circunferência de um círculo. Uma das séries de Madhava é conhecida pelo texto Yuktibhasa, que contém a derivação e prova da série de potências da tangente inversa, descoberta por Madhava. No texto, Jyesthadeva descreve a série da seguinte maneira:
| “ | O primeiro termo é o produto do dado seno e o raio do arco desejado dividido pelo cosseno do arco. Os termos que sucedem são obtidos por um processo de iteração quando o primeiro termo é repetidamente multiplicado pelo quadrado do seno e dividido pelo quadrado do cosseno. Todos os termos são então divididos pelos números ímpares 1, 3, 5, .... O arco é obtido somando e subtraindo respectivamente os termos ímpares e os termos pares. É estabelecido que o seno do arco ou do seu complemento, qual quer que seja o menor, deve ser considerado aqui o dado seno. Caso contrário, os termos obtidos pela iteração acima não tenderão à magnitude descrescente. | ” |

Isso dá
{\displaystyle r\theta ={\frac {r\sin \theta }{\cos \theta }}-(1/3)\,r\,{\frac {\left(\sin \theta \right)^{3}}{\left(\cos \theta \right)^{3}}}+(1/5)\,r\,{\frac {\left(\sin \theta \right)^{5}}{\left(\cos \theta \right)^{5}}}-(1/7)\,r\,{\frac {\left(\sin \theta \right)^{7}}{\left(\cos \theta \right)^{7}}}+...}
Que leva ao resultado:
{\displaystyle \theta =\tan \theta -(1/3)\tan ^{3}\theta +(1/5)\tan ^{5}\theta -\ldots }
Essa série era tradicionalmente conhecida como a série de Gregory (levando o nome de James Gregory, que a descobriu três séculos após Madhava). Mesmo se considerarmos essa série em particular como obra de Jyesthadeva, ainda estaria um século antes de Gregory, e certamente outras séries infinitas de natureza similar foram desenvolvidas por Madhava. Hoje, a série é chamada de série de Madhava-Gregory.

### Trigonometria
Madhava também deu uma tabela de senos bastante precisa, definida em termos dos valores das cordas de meios-senos para vinte e quatro arcos desenhados em intervalos iguais em um quarto de um dado círculo. Acredita-se que ele pode ter encontrado essas tabelas altamente precisas baseando-se nestas expansões em séries:
sin q = q - q3/3! + q5/5! - …
cos q = 1 - q²/2! + q4/4! - …

### O valor de π (pi)
Encontramos o trabalho de Madhava sobre o valor de π no Mahajyānayana prakāra ("Métodos para os grandes senos").  Enquanto alguns estudiosos, como Sarma, sentem que esse livro pode ter sido escrito pelo próprio Madhava, é mais provável que seja obra de um sucessor do século XVI. Esse texto atribui a maior parte das expansões a Madhava, e dá a seguinte série infinita de π, hoje conhecida como série de Madhava-Leibnitz:
{\displaystyle {\frac {\pi }{4}}=1-{\frac {1}{3}}+{\frac {1}{5}}-{\frac {1}{7}}+\cdots +{\frac {(-1)^{n}}{2n+1}}+\cdots }
que ele obteve da expansão em série de potências da função da arcotangente. Contudo, o mais impressionante é que ele também deu um termo de correção, Rn, pelo erro após computar a soma até n termos.
Madhava deu três formas de Rn que melhoraram a aproximação, são elas
Rn = 1/(4n),  ou
Rn = n/ (4n² + 1), ou
Rn = (n² + 1) / (4n3 + 5n).
onde a terceira correção leva a computações de π altamente precisas.
Não é claro como Madhava pode ter encontrado esses termos de correção. A explicação mais convincente é que eles vêm como os primeiros três convergentes de uma fração contínua que pode ser derivada da aproximação indiana padrão para π, ou seja, 62832/20000 (para a computação original do século V, ver Ariabata).
Ele também deu uma série mais rapidamente convergente transformando a série infinita original de π, e obtendo a seguinte série infinita:
{\displaystyle \pi ={\sqrt {12}}\left(1-{1 \over 3\cdot 3}+{1 \over 5\cdot 3^{2}}-{1 \over 7\cdot 3^{3}}+\cdots \right)}
Usando os primeiros 21 termos para computar uma aproximação de π, ele obtém um valor correto até 11 casas decimais(3.14159265359).
O valor 3,1415926535898, correto até 13 casas decimais, é às vezes atribuído a Madhava, mas pode ter sido obtido por um de seus seguidores. Essas eram as mais precisas aproximações de π dadas desde o século V.
O texto Sadratnamala, geralmente considerado anterior a Madhava, parece dar o valor impressionantemente preciso de π = 3,14159265358979324 (com precisão de 17 casas decimais). Baseando-se nisso, R. Gupta argumentou que esse texto também pode ter sido escrito por Madhava.

### Álgebra
Madhava também realizou investigações sobre outras séries para comprimentos de arco e as respectivas aproximações para frações racionais de π, encontrou métodos de expansão polinomial, descobriu testes de convergência de séries infinitas, e a análise de frações contínuas.
Ele também descobriu as soluções de equações transcendentais por iteração, e encontrou a aproximação de números transcendentais por frações contínuas.

### Cálculo
Madhava criou as fundações para o desenvolvimento do cálculo, que foram posteriormente desenvolvidas pelos seus sucessores na escola de Kerala. (Deve ser observado que certas ideias do cálculo eram conhecidas por matemáticos mais antigos). Madhava também estendeu alguns resultados encontrados em obras anteriores, incluindo as de Bhaskara.
Em cálculo, ele usou formas primitivas de diferenciação, integração, e ou ele, ou seus discípulos desenvolveram integração para funções simples.

## Escola de Querala de Astronomia e Matemática
A Escola de Querala de Astronomia e Matemática floresceu por pelo menos dois séculos após Madhava. Em Jyesthadeva, encontramos a noção de integração, chamada de sankalitam (lit. coleção), como na afirmação:
ekadyekothara pada sankalitam samam padavargathinte pakuti,
que se traduz como "a integração de uma variável (pada) é igual à metade dessa variável ao quadrado (varga)"; ou seja, a integral de x dx é igual a x² / 2. Isso é claramente um início do processo do cálculo integral. Um resultado relacionado afirma que a área sob uma curva é a sua integral A maioria desses resultados pré-datam resultados similares na Europa por vários séculos.
Em muitos aspectos, o Yuktibhasa de Jyeshtadeva pode ser considerado o primeiro texto sobre cálculo no mundo.
O grupo também realizou muitas obras em astronomia; certamente, muito mais páginas são desenvolvidas para computações astronômicas do que para discutir resultados relacionados a análise.
A escola de Kerala também deu muitas contribuições à lingüística (a relação entre língua e matemática é uma tradição indiana antiga; ver Katyayana). As tradições ayurvédicas e poéticas de Kerala também podem ser relacionadas a essa escola. O famoso poema, Narayaneeyam, foi composto por Narayana Bhattathiri.

## Influência
Madhava já foi chamado de "o maior matemático-astrônomo da Índia medieval", ou "o fundador da análise matemática; algumas de suas descobertas nesse campo mostram que ele possuía uma extraordinária intuição.". O'Connor e Robertson afirmam que uma avaliação justa de Madhava é que ele deu o passo decisivo para a análise clássica moderna.

### Propagação à Europa?
A escola de Kerala era bem conhecida nos séculos XV a XVI aproximadamente, no período do primeiro contato com navegadores europeus na costa de Malabar. Naquela época, o porto de Cochim, próximo a Sangamagrama, era um grande centro de comércio marítimo, e muitos comerciantes e missionários jesuítas eram ativos nessa região. Dada a fama da escola de Kerala e o interesse mostrado por alguns dos grupos jesuítas em escolaridade local durante esse período, alguns estudiosos, incluindo G. Joseph da Universidade de Manchester, sugeriram que os escritos da escola de Kerala podem também ter sido transmitidos à Europa durante essa época, o que ainda era cerca de um século antes de Newton. Mesmo que não tenha sido descoberta nenhuma tradução européia desses textos, ainda é possível que essas ideias possam ter tido uma influência em desenvolvimentos europeus posteriores de análise e cálculo (ver escola de Kerala para mais detalhes).